# 小池民男
小池 民男（こいけ たみお、1946年10月5日 - 2006年4月25日）は、日本のジャーナリスト。朝日新聞編集委員兼論説委員。「天声人語」担当。

## 概要
岐阜県益田郡萩原町（現下呂市）出身。萩原南中学校を卒業。東京大学法学部（丸山真男ゼミ）出身。1969年、朝日新聞社に入社。学芸部の記者を長く務め、学芸部次長などを経て1991年に論説委員。1997年1月から2000年7月にかけて朝日新聞夕刊のコラム「素粒子」を執筆。2001年4月1日からは栗田亘の後任として朝刊のコラム「天声人語」の執筆を担当、2004年3月31日まで連載した。
2005年4月4日からは署名コラム「時の墓碑銘（エピタフ）」を毎週月曜に連載。「幾時代かがありまして　茶色い戦争ありました―中原中也」から始まり、2006年4月3日の「権力は腐敗する　弱さもまた腐敗する―エリック・ホッファー」が小池の絶筆となった。
2006年初頭に食道癌を患い入院、病床で執筆を続けたが同年4月25日午前4時33分、食道癌のため東京都中央区築地の国立がんセンターで死去した。59歳。

## 著書
- 時の墓碑名（エピタフ） 朝日新聞社 2006年

## 翻訳
- 文化とは レイモンド・ウィリアムズ 晶文社、1985年